# Euro1080
Euro1080 è stata la prima emittente televisiva commerciale in Europa a trasmettere interamente contenuti televisivi ad alta definizione (HDTV).
È stata fondata da Gabriel Fehervari nel 2004 ed è di proprietà di Alfacam.
Il nome ha origine dalle 1080 linee di risoluzione verticale nel segnale trasmesso, che è 1080i 50 - 1920x1080 a una frequenza di fotogrammi interlacciata di 50 Hz. Il segnale utilizza il suono Dolby Digital 5.1.
La sede e gli studi si trovano in Belgio presso l'Eurocam Media Center. La società madre di Euro1080 è Alfacam Group con sede in Belgio.
Euro1080 ha iniziato a trasmettere il 1º gennaio 2004 dal satellite [Astra 1H a 19,2° est ed è stato in onda durante i primi mesi. Successivamente, è stata richiesta una carta di accesso condizionale da € 200 per guardare il canale di punta HD1.
Oltre a HD1, il cui contenuto è principalmente HDTV per utenti regolari, è stato presto creato un secondo canale, HD2 incentrato sulle trasmissioni HDTV live e registrate di eventi speciali per teatri selezionati. Euro1080 attualmente trasmette HD1 e HD3 sul seguente satellite:
- Eutelsat W3A a 7° E, 10.880 MHz, DVB-S2, QPSK, Symbol rate 13.333 Mbit / s, Verticale, FEC 4/5, MPEG4.

È anche possibile riceverlo da un numero crescente di operatori via cavo.
Due canali sono stati temporaneamente rimossi di recente:
- HD2 (in precedenza HDevents o Hde): trasmette eventi premium in pay-per-view.
- HD5 (timesharing con HD2): canale promozionale, che trasmette un video informativo di sei minuti sull'HDTV e su cosa sia Euro1080, oltre a un breve assaggio delle riprese del giorno precedente.

Un nuovo canale è stato lanciato nel 2008:
- HD3: Cultura con la musica. (HD1 è poi diventato un canale sportivo)

Nell'ottobre 2005, HD1 e HD2 hanno trasmesso in simulcast sia MPEG-4 che MPEG-2. Questa doppia codifica è durata fino al 2007.
Telenet, il principale operatore via cavo nelle Fiandre, ha confermato come parte del suo annuncio di lancio di "Telenet Digital TV" il 16 giugno 2005, che venderà set-top-box HDTV a partire da giugno 2006.
Dal luglio 2005, l'operatore via cavo Integan trasmette HDTV nella periferia della città di Anversa, in collaborazione con Euro1080.
Il 1º ottobre 2006, Euro1080 ha avviato un nuovo canale di cultura digitale denominato EXQI. Il primo target di riferimento è stato il mercato fiammingo e olandese, ma il canale ha piani di espansione a più di 10 canali per i principali paesi europei.
Il 7 gennaio 2007, Euro1080 è passato a MPEG-4 AVC per le sue trasmissioni satellitari. Le trasmissioni MPEG-2 per HD1 sono state disattivate il 1º gennaio 2008.